# يابت
يابت أو إيابت أو إيابتت أو ياب أو آبت أو آبتت أو آب هي إلهة في الدين المصري القديم، وهي مقابلة الإلهة إمنتت.

## رمزيتها
هي مطهرة إله الشمس رع وإلهة الشرق. زوجها الرئيسي هو إله الخصوبة مين. كانت تُعبد في أخميم مع زوجها.
في الساعة الأولى من كتاب الإمي دوات، تُصور إيابت كامرأة وذراعاها بجانبها تحت اسم "يابتيت" (أي الشرقية). إلى جانب إحدى عشرة إلهة أخرى، بما في ذلك إيزيس وجدتها تفنوت، كانت المجموعة تُعرف بـ "أولئك الذين يقدمون الثناء لرع عندما يمر فوق منطقة ورنس".